# Kangirsuk
Kangirsuk (en inuktitut ᑲᖏᕐᓱᖅ/Kangirsuq, que significa «la bahía») es un asentamiento inuit de la región de Nunavik, en la región administrativa de Nord-du-Québec, en la provincia de Quebec (Canadá). Se encuentra a 230 km al norte de Kuujjuaq, entre Aupaluk y Quaqtaq. Sólo es accesible por vía aérea (aeropuerto de Kangirsuk) y, a finales del verano, por barco. En el pasado recibió los nombres de Payne Bay y Bellin.

## Historia

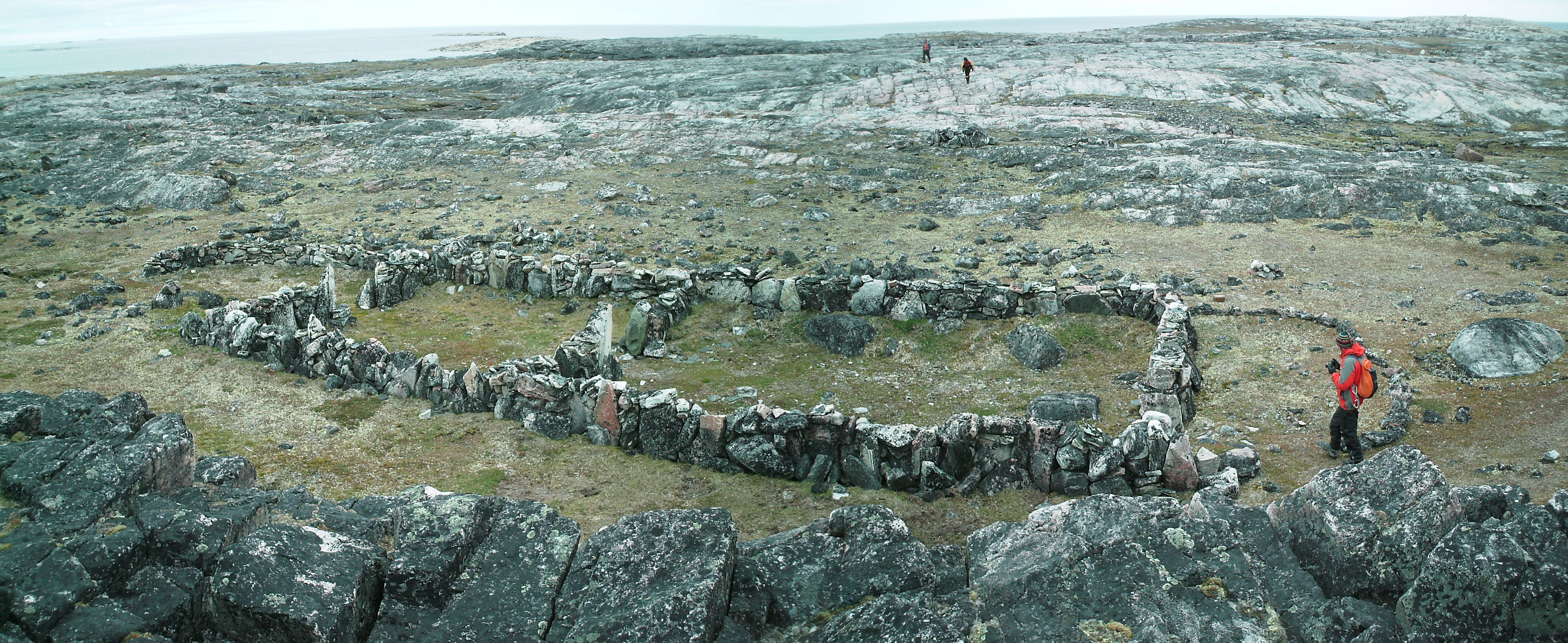
Isla de Pamiok, casa larga nº 2

Se ha especulado con la posibilidad de que en el siglo XI los vikingos visitaran la zona. No lejos del pueblo, en la isla de Pamiok, Thomas E. Lee, un arqueólogo de la Universidad Laval, descubrió los cimientos de piedra de lo que en su momento identificó como una casa larga de origen vikingo. Posteriores investigaciones arqueológicas han determinado que el yacimiento pertenece a la cultura Dorset. Existe otro yacimiento, denominado Martillo de Thor, en la orilla norte del río Payne, a unos 25 km al oeste del pueblo.
Durante siglos, los inuit han practicado la caza y la pesca en las costas de la bahía de Ungava. No hubo asentamientos europeos permanentes hasta 1921, año en que la empresa peletera francesa Revillon Frères instaló en la zona un puesto comercial denominado Payne River (actual río Arnaud) en memoria de Frank F. Payne, que exploró la región durante el invierno de 1885-1886. Cuatro años más tarde, la Compañía de la Bahía de Hudson, competidora de la anterior, también instaló un puesto. No obstante, los inuit no abandonaron su nomadismo y sólo visitaban el lugar para acampar en verano debido a la abundancia de caza.

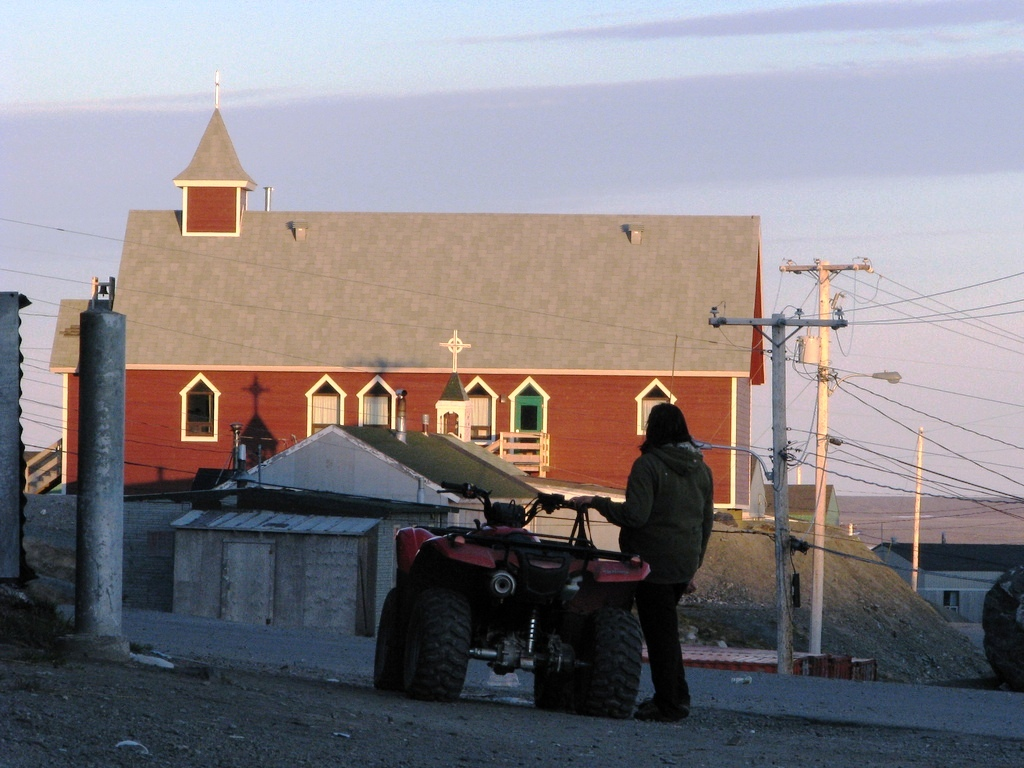
Iglesia de Kangirsuk.

En 1945 se oficializó la denominación de Payne Bay. No fue hasta 1959, año en que se creó la escuela federal, cuando los inuit empezaron a asentarse allí de forma permanente. A lo largo de la década de 1960 se construyeron un centro de salud, una iglesia y una tienda. En 1961, el Gobierno de Quebec decidió asignar nombres franceses a las poblaciones de la costa norte de Quebec y cambió el nombre del puesto por el de François-Babel, en homenaje al padre oblato Louis-François Babel (1826-1912). Sin embargo, esta denominación no arraigó y, un año más tarde, se cambió por la de Bellin, en honor al geógrafo Jacques-Nicolas Bellin (1703-1772). Hasta 1980 se conoció como Bellin (Payne). Aquel año, con motivo de su constitución como "municipio nórdico" (en francés: municipalité de village nordique), se modificó su nombre por el de Kangiqsuk. Las autoridades locales no estaban de acuerdo con esta transliteración y en 1982 se corrigió la grafía por la de Kangirsuk.
Desde 1996, la Policía Regional de Kativik se encarga de prestar servicios policiales en Kangirsuk.

## Geografía

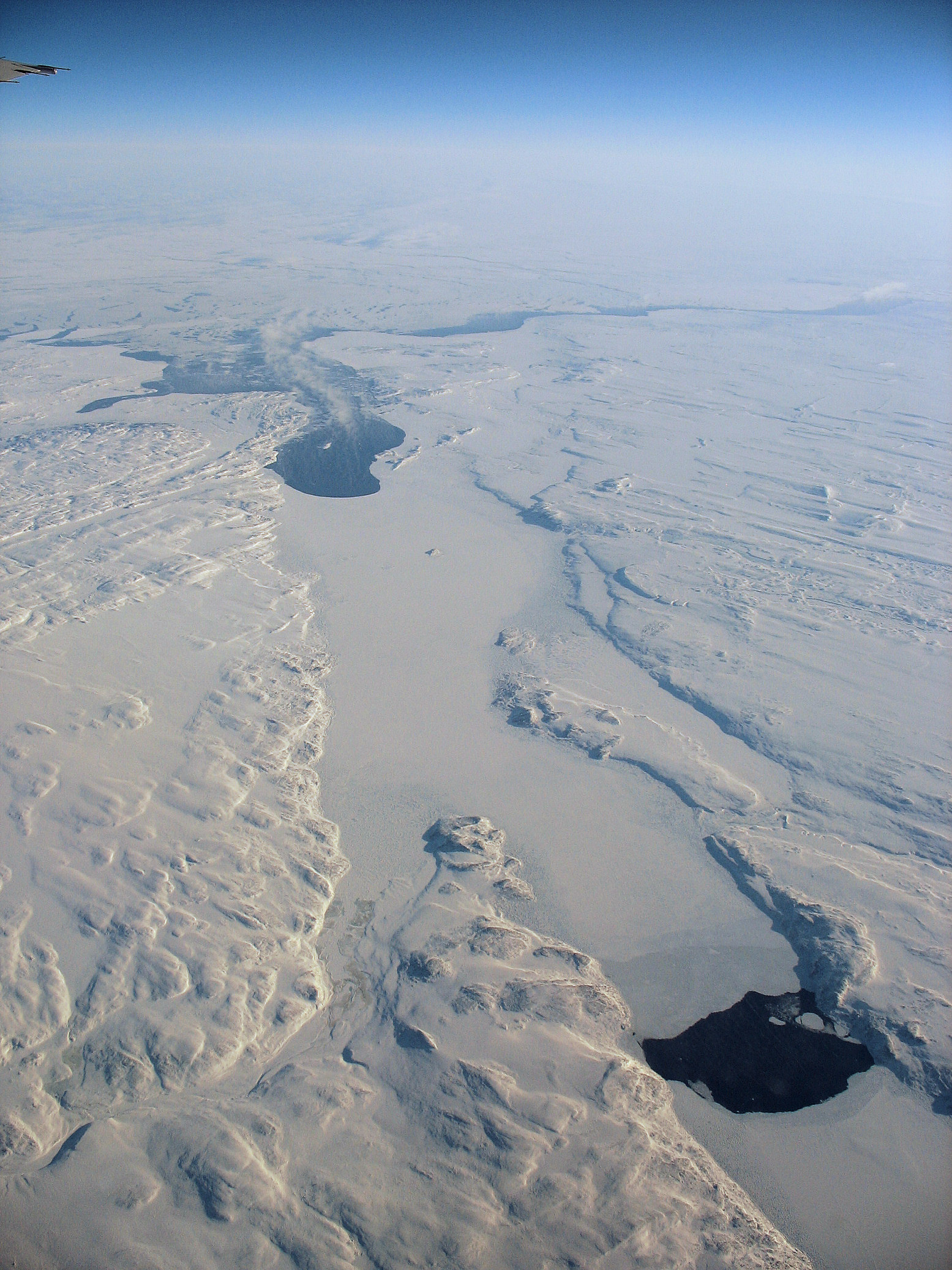
El terreno baldío de la desembocadura del río Arnaud y la bahía de Payne. Kangirsuk es levemente visible en la orilla norte (izquierda).

Kangirsuk se encuentra por encima del límite del bosque, cerca de la desembocadura del río Arnaud, en la orilla norte de la bahía de Payne, a 13 km tierra adentro de la costa occidental de la bahía de Ungava. Rodean parcialmente la población un acantilado rocoso al norte y una gran colina rocosa al oeste.

### Clima
Kangirsuk posee un clima de tundra (ET), que se caracteriza por inviernos largos y fríos y veranos cortos, pero frescos y lluviosos, con noches frías.
| Parámetros climáticos promedio de Kangirsuk | Parámetros climáticos promedio de Kangirsuk | Parámetros climáticos promedio de Kangirsuk | Parámetros climáticos promedio de Kangirsuk | Parámetros climáticos promedio de Kangirsuk | Parámetros climáticos promedio de Kangirsuk | Parámetros climáticos promedio de Kangirsuk | Parámetros climáticos promedio de Kangirsuk | Parámetros climáticos promedio de Kangirsuk | Parámetros climáticos promedio de Kangirsuk | Parámetros climáticos promedio de Kangirsuk | Parámetros climáticos promedio de Kangirsuk | Parámetros climáticos promedio de Kangirsuk | Parámetros climáticos promedio de Kangirsuk |
| Mes                                         | Ene.                                        | Feb.                                        | Mar.                                        | Abr.                                        | May.                                        | Jun.                                        | Jul.                                        | Ago.                                        | Sep.                                        | Oct.                                        | Nov.                                        | Dic.                                        | Anual                                       |
| ------------------------------------------- | ------------------------------------------- | ------------------------------------------- | ------------------------------------------- | ------------------------------------------- | ------------------------------------------- | ------------------------------------------- | ------------------------------------------- | ------------------------------------------- | ------------------------------------------- | ------------------------------------------- | ------------------------------------------- | ------------------------------------------- | ------------------------------------------- |
| Temp. máx. media (°C)                       | -18.5                                       | -18.6                                       | -13.9                                       | -6.1                                        | 1.5                                         | 7.3                                         | 12.1                                        | 11.5                                        | 7.2                                         | 1.2                                         | -4.5                                        | -12.7                                       | -2.8                                        |
| Temp. mín. media (°C)                       | -26.4                                       | -26.7                                       | -22.0                                       | -14.2                                       | -4.8                                        | 0.2                                         | 3.4                                         | 3.6                                         | 0.8                                         | -3.9                                        | -10.8                                       | -20.0                                       | -10.1                                       |
| Precipitación total (mm)                    | 21                                          | 19                                          | 19                                          | 17                                          | 22                                          | 39                                          | 47                                          | 57                                          | 43                                          | 37                                          | 34                                          | 25                                          | 380                                         |
| [cita requerida]                            |                                             |                                             |                                             |                                             |                                             |                                             |                                             |                                             |                                             |                                             |                                             |                                             |                                             |

## Demografía
Según el censo de población de 2021 elaborado por Statistics Canada, Kangirsuk tenía una población de 561 habitantes, lo que supone una variación del -1,1 % con respecto a la población registrada en 2016, que era de 567 habitantes. Su superficie es de 57,15 km², por lo que su densidad de población en 2021 era de 9,8 habitantes por km².
Evolución de la población:
| 1991 | 1996 | 2001 | 2006 | 2011 | 2016 | 2021 |
| ---- | ---- | ---- | ---- | ---- | ---- | ---- |
| 351  | 394  | 436  | 466  | 549  | 567  | 561  |

### Idiomas
En Kangirsuk, según el Instituto de Estadística de Quebec, la lengua más hablada en el hogar en 2011 era el inuktitut (96,36%), seguida del francés (2,73%) y el inglés (0,91%).

## Educación
El Consejo Escolar de Kativik administra la Escuela Sautjuit.

## Flora y fauna
La bahía de Payne y el río Arnaud son conocidos por la pesca de mejillones. En los lagos y ríos cercanos abundan el salvelino y la trucha lacustre.
En las islas de la bahía Kyak y el lago Virgin, situadas al este y noreste de Kangirsuk, respectivamente, nidifican todos los años importantes colonias de patos eider.